# Муха, Владимир Дмитриевич
Владимир Дмитриевич Муха (26 января 1935, с. Чемал (ныне Республика Алтай) — январь 2016, Курск) — российский и советский учёный-почвовед,  доктор сельскохозяйственных наук (1979).
Ректор Курской государственной сельскохозяйственной академии (1988—2005), заслуженный деятель науки Российской Федерации (1993), академик Российской академии естественных наук (1995), почётный работник высшего профессионального образования Российской Федерации, член Союза писателей России (1999).

## Биография
После окончания с отличием Харьковского сельскохозяйственного института им. В. В. Докучаева в 1958 году, около двух лет работал в экспедиции по обследованию почв Украины техником-почвоведом, инженером-почвоведом, начальником почвенной партии.
В 1960 г. начал свою педагогическую деятельность в альма матер на кафедре почвоведения.
Кандидат сельскохозяйственных наук с 1966 года (диссертация на тему «Влияние гипса на эффективность припосевного внесения дефеката и некоторых минеральных удобрений на мощном черноземе»).
Несколько лет работал педагогом в африканской Гвинее-Бисау. С 1966 по 1970 гг. — заведующий кафедрой почвоведения и агрохимии на агрономическом факультете политехнического института в Конакри, читал лекции по почвоведению с основами геологии на французском языке.
После возвращения на родину до 1982 работал доцентом, затем профессором кафедры почвоведения в Харьковском сельскохозяйственном институте.
В 1979 защитил докторскую диссертацию на тему «Общие закономерности и зональные особенности изменения почв главных генетических типов под воздействием сельскохозяйственной культуры».
В 1982—1988 годах — заведующий кафедрой земледелия и почвоведения в Полтавском сельскохозяйственном институте (ныне Полтавская государственная аграрная академия).
С 1988 по 2005 гг. — ректор Курской государственной сельскохозяйственной академии (ГСХА). Впервые в истории Курского сельскохозяйственного института избран коллективом ректором по конкурсу на альтернативной основе. Под руководством В. Д. Мухи Курский сельскохозяйственный институт качественно обновился: была создана современная материально-техническая база. Открыты новые специальности, советы по защите докторских и кандидатских диссертаций, организованы типография и издательство, санаторий-профилакторий для студентов, построены жилой дом и общежитие для аспирантов и молодых специалистов.
С 2006 г. профессор В. Д. Муха возглавлял кафедру почвоведения, агрохимии и экономики природопользования Курской ГСХА.
Один из организаторов Курского естественно-гуманитарного института (позднее — частное образовательное учреждение высшего образования «Курский институт менеджмента, экономики и бизнеса»).

## Научная деятельность
Крупный учёный в области почвоведения, агроэкологии и агрохимии.
В. Д. Муха установил общие закономерности и зональные особенности современной (естественно-антропогенной) эволюции почв; дал качественно новую генетическую классификацию мангровых почв; ввёл новые научные понятия «агропедоценоз» и «биопедоценоз»; разработал методы и приемы, позволяющие улучшать экологическое состояние и повышать плодородие почв; предложил методику определения стабильных показателей, отражающих интенсивность и направленность почвенных процессов; обосновал необходимость перехода к ландшафтно-экологической системе земледелия и др.
Опубликовал более 250 научных работ, учебников и учебных пособий, среди них монографии:
- «Плодородие почв и устойчивость земледелия» (М., 1995),
- «Естественно-антропогенная эволюция почв» (М., 2004);
- учебники «Программирование урожаев основных сельскохозяйственных культур» (Киев, 1988),
- «Агропочвоведение» (М., 1994),
- «Агрономия» (М., 2001),
- «Почвоведение» (2003).

Получил 2 диплома на научные открытия и 14 патентов на изобретения, создал научную школу, подготовил 25 кандидатов и 8 докторов наук.

## Творчество
Поэт-лирик. Выступал в печати под псевдонимом В. Чемальский («Пламя земной свечи», 2003).
В 1999 г. стал членом Союза писателей России.